# Златни глобус за најбољу главну глумицу у мини-серији или ТВ филму

## Добитнице
- 1981: Џејн Симор,
- 1982: Ингрид Бергман,
- 1983: Ен-Маргрет,
- 1984: Ен-Маргрет,
- 1985: Лајза Минели,
- 1986: Лорета Јанг,
- 1987: Џина Роуландс,
- 1988: Ен Џилијан,
- 1989: Кристина Лати,
- 1990: Барбара Херши,
- 1991: Џуди Дејвис,
- 1992: Лора Дерн,
- 1993: Бет Мидлер,
- 1994: Џоана Вудвард,
- 1995: Џесика Ланг,
- 1996: Хелен Мирен,
- 1997: Алфри Вудард,
- 1998: Анџелина Жоли,
- 1999: Хали Бери,
- 2000: Џуди Денч,
- 2001: Џуди Дејвис,
- 2002: Ума Терман,
- 2003: Мерил Стрип, Анђели у Америци
- 2004: Глен Клоус,
- 2005: Ш. Епата Меркерсон,
- 2006: Хелен Мирен,
- 2007: Квин Латифа,
- 2008: Лора Лини,
- 2009: Дру Баримор,
- 2010: Клер Дејнс,
- 2011: Кејт Винслет, Милдред Пирс
- 2012: Џулијана Мур, Промена игре
- 2013: Елизабет Мос,
- 2014: Меги Џиленхол,
- 2015: Лејди Гага,
- 2016: Сара Полсон,
- 2017: Никол Кидман, Невине лажи
- 2018: Патриша Аркет, Бекство из Данеморе
- 2019: Мишел Вилијамс, Фоси/Вердон
- 2020: Анја Тејлор-Џој, Дамин гамбит
- 2021: Кејт Винслет, Мер из Истауна
- 2022: Аманда Сајфред, Одустајање
- 2023: Али Вонг, Beef
- 2024: Џоди Фостер, Прави детектив: Ноћна земља